# Campeón de Campeones 1963-64
El Campeón de Campeones 1963-64 fue la XXIII edición del Campeón de Campeones que enfrentó al campeón de la Liga 1963-64: Guadalajara y al campeón de la Copa México 1963-64: América. El trofeo se jugó a partido único realizado en el Estadio Olímpico Universitariode la Ciudad de México. Al final de este, el Club Deportivo Guadalajara consiguió adjudicarse por quinta vez en su historia este trofeo.

## Información de los equipos
| Guadalajara |  |  |  | Campeón de la Primera División de México (1963-64) |
| América     |  |  |  | Campeón de la Copa México (1963-64)                |

## Previo
La final del torneo Copa México se tuvo que extender a dos partidos, después de que el Club América y el Club de Fútbol Monterrey empataran a 0 goles el día 19 de abril de 1964. El segundo encuentro se realizó el día martes 21 de abril a las 20:30 horas en el  Estadio Olímpico Universitario y arrojó como ganador a los cremas del América, quienes lograron superar a los rayados del Monterrey en la tanda de penales, después de que el marcador en tiempo regular terminó 1-1.
Por su parte, la directiva del Guadalajara se encontraba definiendo los últimos detalles relacionados con la gira que el equipo haría por varias ciudades del continente europeo. El equipo rojiblanco tenía presupuestada su salida rumbo al viejo continente apenas terminara el partido del Campeón de campeones.
El técnico americanista Scopelli, declaró que el equipo se encontraba un poco diezmado producto del extenso torneo de Copa que acababa de terminar, resaltando la lesión de Moacyr. Mientras tanto, el Guadalajara se mostraba motivado después de haber obtenido el título de liga, haber llegado a semifinales en el torneo de copa y contar con plantel completo. El equipo rojiblanco salió en tren rumbo a la ciudad capital la noche del 24 de abril.

## Partido
El partido se jugó el día 26 de abril de 1964 en el  Estadio Olímpico Universitario de la Ciudad de México, que presentaba un lleno con aproximadamente 70 000 aficionados en la tribuna.
América empezó generando un par de jugadas de peligro en la portería de Chivas, pero con el transcurso del partido el Guadalajara fue tomando la posesión de la pelota y empezó a presionar a la defensa de los cremas. Fue al minuto 35 de la primera mitad cuando cayó el primer gol, producto de un contragolpe encabezado por Isidoro Díaz quien tiró un centro a Francisco Jara, quien regresó el esférico a Díaz para que este rematara, pero su tiro fue tapado por la defensa y producto de la jugada el portero Iniestra quedó en el suelo, Reyes aprovechó esto y puso el balón en el centro del área para que Javier Barba lo empujara.
La segunda mitad del partido empezó con dominio del América, pero una vez más el Guadalajara niveló las acciones. El jugador americanista Ortiz Maldonado tuvo un par de ocasiones para lograr el empate, sin embargo no pudo definir adecuadamente. El segundo gol fue anotado al minuto 81 por Salvador Reyes, quien se encargó de ejecutar un penal, marcado después de que recibiera una falta por parte del jugador americanista Severo de Sales.

### Alineaciones
- Guadalajara: Calderón, Chaires, Sepúlveda, Villegas, Jasso, Moreno, Barba, Díaz, Reyes, Jara y Valdivia.

- América: Iniestra, de Sales, Bosco, Portugal, Cuenca, Schandlein, Zague, Ortiz, Fragoso, González y Juracy

### Guadalajara-América
| 26 de abril de 1964                             | Guadalajara           | 2:0 (1:0) | América | Estadio Olímpico Universitario, Ciudad de México          |                                                           |
|                                                 | Barba 24' · Reyes 81' |           |         | Asistencia: 70 000 espectadores Árbitro(s): Ramiro García | Asistencia: 70 000 espectadores Árbitro(s): Ramiro García |
| Guadalajara Campeón de Campeones 1963-64 (2:0). |                       |           |         |                                                           |                                                           |

| Campeón de Campeones 1963-64 |
| ---------------------------- |
|                              |
| Guadalajara                  |
| 5° Título                    |